# Der Ritt nach Narnia
Der Ritt nach Narnia bzw. Der Ritt nach Narnia oder: Das Pferd und sein Junge (engl. Originaltitel The Horse and His Boy) ist ein Roman des britischen Schriftstellers C. S. Lewis und erschien 1954 als Teil der Chroniken von Narnia. Der Band ist die Fortsetzung zum letzten Kapitel von Der König von Narnia.

## Inhalt (Überblick)
Im nach C. S. Lewis’ Lesart dritten Roman der Reihe geht es um den Jungen Shasta, der zusammen mit dem sprechenden Pferd Bree aus seiner Gefangenschaft in Kalormen flieht, um nach Narnia zu reisen. Auf ihrer Reise treffen die beiden das Mädchen Aravis und deren ebenfalls sprechendes Pferd Hwin. Gemeinsam decken sie die Pläne des kriegerischen Fürsten von Kalormen, dem Land, aus dem sie kommen, gegen die friedlicheren Länder im Norden, Archenland und Narnia, auf und ziehen weiter, um diese Pläne zu vereiteln.

## Inhalt (Details)
Die Handlung beginnt in Kalormen, einem Land südlich von Narnia unterhalb vom Archenland. Im Gegensatz zu Narnia können die Tiere dort nicht sprechen, und viele Menschen werden als Sklaven gehalten und entsprechend behandelt. Shasta, ein armer Fischerjunge, der von seinem vermeintlichen Vater Arashin schlecht behandelt wird, träumt davon, nach Norden über die grasigen Hügel zu reisen, an deren Fuß er lebt. Eines Tages kommt ein kalormenischer Adliger und fordert Arashin auf, ihm Shasta zu verkaufen. Arashin und der Adlige beginnen über den Preis für Shasta zu feilschen, was Shasta heimlich mit anhört. Dabei erfährt er, dass Arashin nicht sein wirklicher Vater ist, er selbst vielleicht aus „dem Norden“ stammt.
Plötzlich hört Shasta eine Stimme zu ihm sprechen. Es ist Bree, das Pferd des Adligen. Es warnt Shasta, dass er als Sklave des Kalormenas ein fürchterliches Leben haben werde. Wie es sich herausstellt, stammt Bree ursprünglich aus Narnia. Das Pferd überredet Shasta, mit ihm nach Narnia zu fliehen.
Auf ihrer Reise begegnen sie Aravis, einem kalormenischen Mädchen, das sich als Krieger verkleidet hat und ebenfalls auf der Flucht ist. Nach kurzer Zeit stellt sich heraus, dass auch ihr Pferd, Hwin, aus Narnia stammt und sprechen kann.
Aravis kommt aus einer reichen Familie und erzählt, wie sie von zu Hause fortgelaufen ist, als ihr Vater sie gegen ihren Willen verheiraten wollte. Obwohl Shasta ihr nicht traut, reisen die vier gemeinsam weiter.
In der Stadt Tashbaan wird Shasta von den anderen getrennt und mit dem Prinzen Corin von Archenland verwechselt, der zur selben Zeit mit einer Delegation aus Narnia in der Stadt zu Besuch ist, aber seinen Aufpassern weggelaufen ist. Dort erfährt Shasta, dass sich Prinz Rabadash von Kalormen in Königin Susan von Narnia verliebt hat und plant, sie und ihr Gefolge gewaltsam festzuhalten, sollte sie sich gegen ihn entscheiden. Die Narnianen planen ihre Flucht, doch bevor diese in die Tat umgesetzt wird, können Shasta und Prinz Corin wieder die Plätze tauschen, ohne dass einer der Erwachsenen den Irrtum bemerkt.
Währenddessen wird Aravis von einer ihrer Freundinnen erkannt und kommt bei dieser vorläufig unter. Obwohl die Freundin kein Verständnis dafür hat, wieso Aravis nicht verheiratet werden will, erklärt sie sich bereit, ihr zu helfen. Bei ihrer Flucht belauschen die beiden Prinz Rabadash und seinen Vater, den sogenannten „Tisroc“. Da Königin Susan ihm erfolgreich entkommen ist, plant der wütende Prinz nun, erst in Archenland einzufallen und dann in Narnia, um Königin Susan zu entführen.
So schnell sie können, fliehen die beiden Kinder mit ihren Pferden durch die Wüste, die zwischen Kalormen und Archenland liegt – eine Reise, die sie fast das Leben kostet –, um den König Lune von Archenland zu warnen. Kurz vor ihrem Ziel werden sie von einem Löwen angegriffen. Aravis und die Pferde können sich in Sicherheit bringen, Shasta eilt weiter und kann schließlich König Lune erreichen und danach weitere Hilfe aus Narnia holen.
Am Ende stellt sich heraus, dass Shasta in Wirklichkeit der als Baby entführte Prinz Cor ist, Zwillingsbruder von Prinz Corin und Sohn König Lunes. Schließlich heiraten er und Aravis und werden König und Königin von Archenland.

## Rezensionen
- Der Rezensent einer Seite über Fantasyliteratur schreibt unter anderem: Der dritte Teil der Narnia Reihe ist zweifelsohne ein Kinderbuch ohne allzu großen Anspruch und ohne Innovationen......Fazit: Nicht zu anspruchsvolle Lektüre für Zwischendurch – und ein gutes Kinderbuch, nicht nur für jene, die davonlaufen wollen.[2]
- Zur Rezension des Hörbuches gleichen Titels heißt es: „Der Ritt nach Narnia“ bringt uns die Welt näher, in der das Land Narnia liegt. Wir erfahren einiges über die direkten Nachbarländer wie Anvard oder über die Länder im entfernten Süden, über ihre Beziehungen sowohl politischer als auch kaufmännischer Natur, über Sitten und Gebräuche dieser Länder, und so lernen wir auch ein anderes Gesicht von Narnia kennen. Dadurch wird das Gesamtbild, das C.S Lewis bis dato gezeichnet hat, erweitert und abgerundet.[3]
- Bernd Perplies meint als Fazit seiner Kritik: ....ist ein fantastisches Reiseabenteuer aus der Welt von Narnia, das sich prima auch unabhängig von den anderen Romanen lesen lässt. Protagonist Shasta ist ein aufgeweckter, sympathischer Junge, Aravis ein mutiges und streitbares Mädchen und das Pferdeduo Bree und Hwin geben ein komisches Paar ab mit ihm als selbstverliebtem „Patriarchen“ und ihr als stiller „guter Seele“. Eine Reisegruppe, mit der man gerne unterwegs ist![4]

## Hörspielbearbeitung
- 2022 – Der Ritt nach Narnia – zweiteiliges Hörspiel (1. Teil: Auf der Flucht; 2. Teil: Der Weg in die Freiheit); Bearbeitung (Wort): Robert Schoen; Regie: Robert Schoen; Sprecher: Friedhelm Ptok, Leo Knizka, Franziska Hofele, Matthias Bundschuh, Svenja Liesau, Hans Diehl, Martin Engler; Musik: b.deutung; Produktion: Südwestrundfunk / Norddeutscher Rundfunk[5]